# Stylidium laciniatum
Stylidium laciniatum este o specie de plante dicotiledonate din genul Stylidium, familia Stylidiaceae, ordinul Asterales, descrisă de Charles Austin Gardner. Conform Catalogue of Life specia Stylidium laciniatum nu are subspecii cunoscute.